# Architecture géorgienne

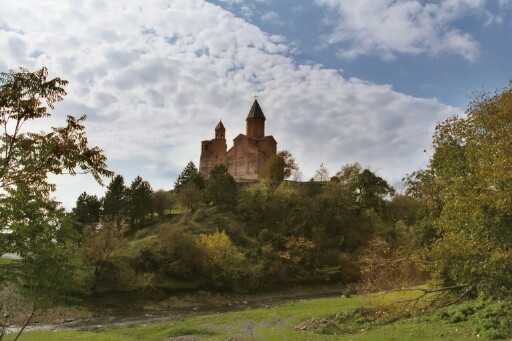
L'église de Gremi.

Ne doit pas être confondu avec Architecture georgienne.
L'architecture géorgienne est le terme utilisé pour se référer au style d'architecture existant ou ayant existé en Géorgie.

## Architecture traditionnelle
L'architecture géorgienne, à la croisée de l'orient et l'occident, est influencée par de nombreux styles architecturaux qui se retrouvent dans les châteaux, tours, fortifications et églises. Les fortifications de Haute Svanétie et la ville en château de Chatili en Khevsourétie sont parmi les meilleurs exemples de châteaux médiévaux géorgiens.

### Architecture civile
- Forteresses, dont celles d'Ananouri et de Narikala ;
- tour de Svanétie, ou Tour svane.

### Architecture religieuse
L'art ecclésiastique géorgien représente l'un des aspects les plus caractéristiques de l'architecture géorgienne, semblable à l'architecture religieuse arménienne. Dès le Ve siècle des églises sont érigées sur le plan classique byzantin d'une basilique à trois nefs (Bolnissi, Antchiskhati...). Par la suite apparaissent des églises à dôme surbaissé, également d'inspiration byzantine (Djvari, Kvetera, Ateni...).

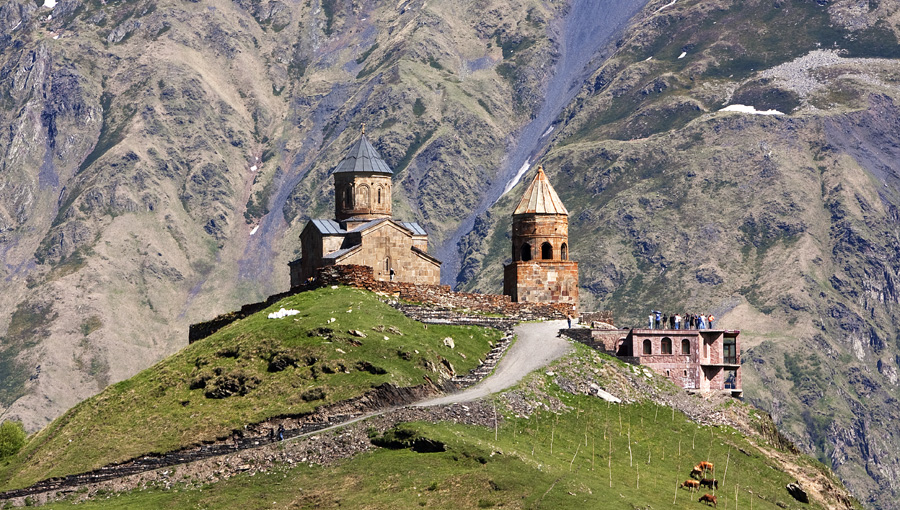
Église de la Trinité de Guerguétie, de style géorgien médiéval.

Vers le IXe siècle le style évolue vers l'architecture caractéristique de « style géorgien à croix inscrite ». Le dôme à la croisée du transept devient conique et gagne en hauteur, le tambour s'allonge également (Ateni, Ikorta...). Les églises comportent généralement de riches motifs décoratifs sculptés dans la pierre, l'intérieur étant couvert de fresques marquées par la tradition byzantine. Ce style est encore employé au XXIe siècle et se retrouve dans la cathédrale de la Trinité de Tbilissi (2004).
D'autres exemples d'architecture ecclésiastique géorgienne peuvent être trouvés à l'étranger : en Bulgarie (le monastère de Batchkovo construit en 1083 par le général géorgien Grigori Bakouriani), en Grèce (le monastère d'Iveron construit au Xe siècle par des Géorgiens) et à Jérusalem (le monastère de la Croix construit au IXe siècle).
- Liste des cathédrales de Géorgie
- Édifice religieux de la liste indicative Unesco[2]
  - Cathédrale d'Alaverdi (24 octobre 2007),
  - Ananouri (24 octobre 2007),
  - Monastères et ermitage de David Garedja (24 octobre 2007),
  - Église des Archanges et tour royale de Gremi (24 octobre 2007),
  - Église de Kvetera (24 octobre 2007),
  - Cathédrale de Nikortsminda (24 octobre 2007),
  - Cathédrale de Samtavissi (24 octobre 2007),
  - Vardzia-Khertvisi (24 octobre 2007).

## Architecture moderne

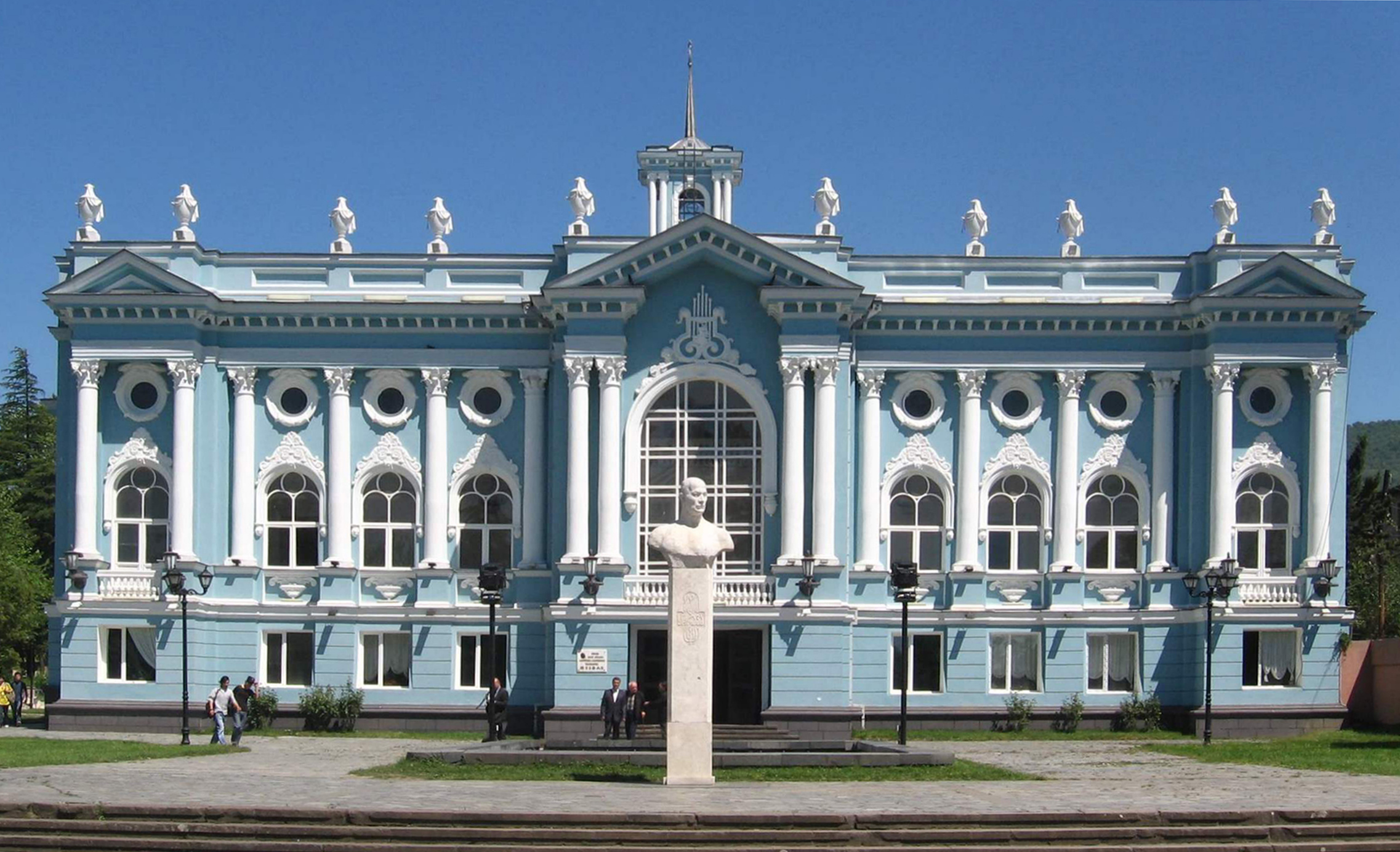
Théâtre de Senaki.

Avec le rattachement de la Géorgie à l'empire russe ont y rencontre d'autres styles architecturaux occidentaux, notamment le classicisme, le style haussmannien de l'avenue Roustavéli ou l'art nouveau du Vieux Tbilissi. Les courants successifs de l'architecture soviétique (stalinien, brutaliste) ont également laissé leurs marques.

## Architecture contemporaine
Au XXIe siècle des architectes de renommée internationale conçoivent des bâtiments à travers la Géorgie, entre autres :
- le pont de la Paix de Tbilissi,
- l'aéroport de Mestia...